# Свистовка (Скопинский район)
Свистовка — деревня в Скопинском муниципальном районе Рязанской области, входит в состав Вослебовского сельского поселения. 

## География
Расположена на берегу речки Моша в 8 км на юго-восток от центра поселения села Вослебово и в 11 км на юго-восток от города Скопина.

## История
В XIX — начале XX века деревня входила в состав Яблоневской волости Скопинского уезда Рязанской губернии. В 1906 году в селе было 104 двора.
С 1929 года деревня входила в состав Летовского сельсовета Скопинского района Рязанского округа Московской области, с 1937 года — в составе Рязанской области, с 2005 года — в составе Вослебовского сельского поселения.

## Население
| 1859 | 1897 | 1906 | 2010 |
| ---- | ---- | ---- | ---- |
| 1863 | ↘491 | ↗900 | ↘223 |